# Gueydan
Gueydan – miasto w Stanach Zjednoczonych, w stanie Luizjana, w parafii Vermilion.